# Кальвадос

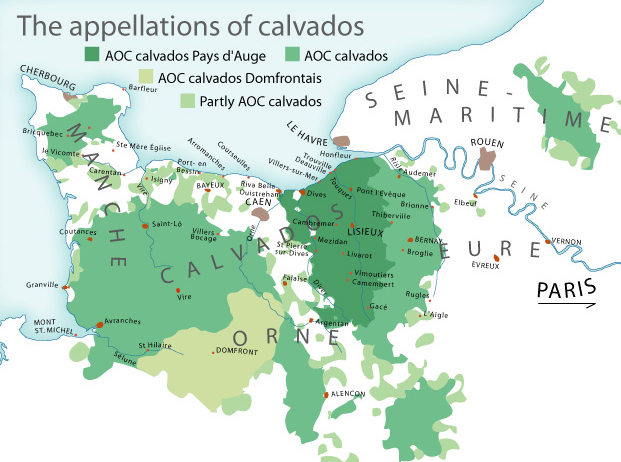
Місцевості в Франції, де виробляють кальвадос.

Кальвадо́с (фр. Calvados) — яблучний бренді, що за назвою походить від департаменту Кальвадос — місцевості в Нижній Нормандії у Франції. Кальвадосом може зватися тільки напій, що походить з одинадцяти чітко позначених місцевостей Нормандії.
Винахідником кальвадосу вважають Жиля де Губервіля, який у 1553 році спробував дистилювати сидр і першим отримав міцний напій з яблучної сировини.
Сьогодні кальвадос виробляють шляхом перегонки сидру з яблук спеціального сорту, багатих тимінами, які зберігають специфічний аромат плодів. Вміст алкоголю 40—45 % об'ємного спирту.

## Провідні виробники
- Anee (AOC calvados)
- Berneroy (AOC Calvados)
- Boulard S.A.C.B. (Calvados Pays d'Auge)
- Busnel (Calvados Pays d'Auge)
- Adrien Camut (Calvados Pays d'Auge)
- Chateau du Breuil (Calvados Pays d'Auge)
- Christian Drouin — 'Coeur de Lion' (Calvados Pays d'Auge)
- Le Clos d'Orval (AOC calvados)
- Comte Louis de Lauriston (Calvados Domfrontais)
- Coquerel (AOC calvados)
- Daron (Calvados Pays d'Auge)
- David
- Philippe Daufresne (Calvados Pays d'Auge)
- Serge Desfrieches (Calvados Pays d'Auge)
- Des Deux-Sapins, Earl Jaouen
- Des Grimaux, Earl
- Desvoye
- Domaine de la Merite (AOC calvados)
- Domaine Dupont (Calvados Pays d'Auge)
- Fermicalva (AOC calvados)
- Ferme de l'Hermitiere (AOC calvados)
- Giard, S.C.E.A. (Calvados Pays d'Auge)
- Victor Gontier (Calvados Domfrontais)
- Roger GROULT (Calvados Pays d'Auge)
- Houley
- Michel HUARD (AOC calvados)
- Michel Hubert (Calvados Pays d'Auge)
- Pierre Huet (Calvados Pays d'Auge)
- Lebrec
- Lecompte (Calvados Pays d'Auge)
- Lelouvier
- Lemorton (Calvados Domfrontais)
- Le Père Jules (Calvados Pays d'Auge)
- Leroyer
- Les Remparts
- Les Vergers de Champ-Hubert
- Macrel
- Manoir de Querville (Calvados Pays d'Auge)
- Francois et Stephane Grandval (Calvados Pays d'Auge)
- Manoir d'Apreval (Calvados Pays d'Auge)
- Martayrol
- Morin (AOC calvados)
- PARC du MOULIN
- Père Magloire (Calvados Pays d'Auge)
- Philippe Piednoir
- Pomypom
- Preaux
- Sapiniere
- Toutain
- Puchek

## Способи виготовлення домашнього кальвадосу
Кальвадос має широкий спектр смаків та ароматів, від яблучних і фруктових до трав'янистих і пряних. Смак кальвадосу залежить від сортів яблук, використовуваних для його виробництва, а також від тривалості витримки. Молодший кальвадос має більш свіжий та фруктовий смак, а старіший – більш складний та багатогранний.
Виробник сам обирає інгредієнти та домашній кальвадос рецепт, гарантуючи 100% натуральність та високу якість кінцевого продукту. Приготування кальвадосу – це простір для експериментів, де можна втілювати свої ідеї та рецепти, шукаючи ідеальний баланс смаків. Використання доступних інгредієнтів та відносно простого обладнання робить кальвадос домашній економічно вигідним. 

## Кальвадос рецепт: інгредієнти та обладнання
Вибір сортів яблук – це основа смаку кальвадосу. Найкраще використовувати різні сорти яблук, включно з солодкими та кислими. Співвідношення краще брати один до трьох (солодкі/кислі), а для стимуляції бродіння додавати цукор. Також для того, щоб кальвадос приготувати вдома, використовується вода, краще обирати чисту джерельну чи дистильовану воду. Для створення яблучного сусла, використовуються спеціальні винні дріжджі. 

### Як роблять кальвадос: необхідне обладнання
Для того, щоб приготувати кальвадос рецепт, знадобиться наступне обладнання:
- Самогонний апарат для кальвадосу. Аламбік для кальвадосу – це класичний тип самогонного апарату, який використовується для дистиляції різних спиртних напоїв, в тому числі кальвадосу. Він може бути мідним або з нержавіючої сталі.
- Місткості для бродіння. Знадобляться місткості з харчового пластику чи нержавіючої сталі, які мають достатній об'єм, щоб вмістилася кальвадос брага. Вони повинні мати кришки з гідрозатвором, щоб контролювати процес бродіння.
- Термометр. Необхідний для контролю температури під час бродіння та дистиляції. Оптимальна температура бродіння яблучного сусла – 18-22°C.
- Гідрометр. Використовується для визначення міцності спирту. Це допоможе контролювати процес дистиляції та розбавляти до бажаної міцності перед витримкою.
- Бочки чи місткості для витримування. Кальвадос традиційно витримується в дубових бочках, що надає йому характерний колір, аромат та смак. Якщо дубових бочок немає, можна використовувати місткість з дубовою щепою.
- Додаткове обладнання. Блендер для подрібнення яблук, ватний фільтр чи марля для фільтрації напою, чисті пляшки для розливу, воронка та ложка.

Важливо впевнитися, що все обладнання чисте та продезінфіковане перед використанням. Таким чином можна приготувати смачний та ароматний кальвадос рецепт в домашніх умовах.

## Класичний рецепт Кальвадосу з дріжджами
Як зробити домашній кальвадос? Цей кальвадос класичний рецепт дає базове розуміння процесу приготування напою, при цьому можна експериментувати з різними сортами яблук, часом бродіння, дистиляції та витримки, щоб створити унікальний смак.
Інгредієнти:
- 10 кг яблук (кислі та солодкі яблука в співвідношенні 3:1)
- 5 кг цукру
- 20 л води
- 20 г винних дріжджів

Основні етапи приготування:
1. Підготовка яблук. Ретельно вимити яблука, видалити серцевину та нарізати на шматочки.
2. Бродіння. Як приготувати брагу для кальвадосу? Подрібнити яблука в пюре, додати цукор, воду та дріжджі. Залишити суміш бродити в прохолодному темному місці протягом 1-2 тижнів.
3. Дистиляція. Перегнати яблучне сусло, використовуючи самогонний апарат для кальвадосу, розділяючи спирт-сирець на "голови", "тіло" та "хвости".
4. Відлежування. Перелити отриманий спирт в дубову бочку та залишити відлежуватись протягом декількох місяців чи років.
5. Зберігання та вживання. Зберігати готовий кальвадос потрібно в темному прохолодному місці. Подавати охолодженим у келихах тюльпаноподібної форми.

Вирішуючи кальвадос як зробити та отримати складний багатогранний смак, краще використовувати кілька сортів яблук та не поспішати з дистиляцією. Суслу треба добре перебродити, щоб отримати максимальну кількість аромату. Знаходженню ідеального балансу смаку та аромату допоможуть експерименти з часом відлежування. Якщо в процесі відлежування додати трави та спеції, можна створити унікальні смакові поєднання. Можна знайти багато інформації про кальвадос, а також рецепти та поради приготування в блоговій статті за посиланням: Домашній кальвадос: найкращі рецепти для початківців